# Општина Галбинаши (Бузау)
Галбинаши (рум. Gălbinaşi) општина је у Румунији у округу Бузау.
Oпштина се налази на надморској висини од 65 m.